# تيري ريان
تيري ريان (بالإنجليزية: Terry Ryan)‏ هي كاتِبة أمريكية، ولدت في 14 يوليو 1946 في ديفايانس في الولايات المتحدة، وتوفيت في 16 مايو 2007 بسبب سرطان الرئة.

## وصلات خارجية
- تيري ريان على موقع IMDb (الإنجليزية)
- تيري ريان على موقع قاعدة بيانات الفيلم (الإنجليزية)